# Kristi Yamaguchi
Kristine Tsuya „Kristi“ Yamaguchi (* 12. Juli 1971 in Hayward, Kalifornien) ist eine ehemalige US-amerikanische Eiskunstläuferin, die im Einzellauf und im Paarlauf startete. Sie ist die Olympiasiegerin von 1992 und die Weltmeisterin von 1991 und 1992.

## Leben
Yamaguchi ist die Tochter des Zahnarztes Jim Yamaguchi und der medizinischen Sekretärin Carole Doi. Ihre Großeltern väterlicherseits und ihre Urgroßeltern mütterlicherseits immigrierten aus Japan in die USA. Yamaguchis Großeltern wurden während des Zweiten Weltkriegs in ein Internierungslager geschickt, wo ihre Mutter geboren wurde. Yamaguchi wuchs mit ihren Geschwistern Brett und Lori in Fremont, Kalifornien, auf. Sie begann mit dem Eislaufen als Kind, als Therapie für ihre Klumpfüße.
Kristi Yamaguchi begann ursprünglich als Paarläuferin zusammen mit Rudy Galindo. Sie wurden 1986 US-amerikanische Juniorenmeister. Doch sie bestritt unüblicherweise neben ihren Paarlaufwettbewerben auch Einzelwettbewerbe. So wurde sie 1988 Juniorenweltmeisterin im Einzellauf wie auch im Paarlauf mit Galindo. 1989 und 1990 wurden Yamaguchi und Galindo auch bei den Senioren US-Meister. Bei den Weltmeisterschaften 1989 und 1990 wurden sie jeweils Fünfte. In beiden Jahren war sie auch im Einzellauf bei den nationalen Meisterschaften und Weltmeisterschaften angetreten. Sie wurde in beiden Jahren nationale Vizemeisterin hinter Jill Trenary und beendete ihre ersten beiden Weltmeisterschaften als Sechste, bzw. Vierte.
Nach Saisonende 1990 entschied sich Yamaguchi nur noch im Einzellauf anzutreten. Sie zog nach Edmonton um bei Christy Ness trainieren zu können. Dies zahlte sich aus. 1991 wurde sie zwar erneut nur US-Vizemeisterin, diesmal hinter Tonya Harding, wurde in München aber Weltmeisterin vor ihren Landsfrauen Harding und Kerrigan. Es war das erste Mal in der Geschichte, dass bei Weltmeisterschaften alle Medaillengewinner in der Damenkonkurrenz aus demselben Land kamen. Den totalen Triumph erlebte Yamaguchi ein Jahr später. Zum ersten und einzigen Mal wurde sie in Orlando US-Meisterin und ging so in die Olympischen Spiele nach Albertville. Im Gegensatz zu ihren Konkurrentinnen Midori Itō und Tonya Harding sprang sie keinen dreifachen Axel, sondern konzentrierte sich auf ihre Dreifach-Dreifach-Kombination und vertraute auf ihre Kunstfertigkeit. Sowohl Itō wie auch Harding stürzten in der Kür beim dreifachen Axel (Ito wiederholte ihn allerdings erfolgreich) und somit gewann Yamaguchi trotz einer ebenfalls fehlerbehafteten Kür, die Goldmedaille. Im heimischen Oakland verteidigte sie anschließend ihren Weltmeisterschaftstitel und beendete daraufhin ihre Amateurkarriere.
Yamaguchi erschien über zehn Jahre in Eisrevues wie Champions on Ice und Stars on Ice. 1998 wurde sie in die Eiskunstlauf Hall of Fame aufgenommen. Im Jahr 1996 gründete sie die Always Dream Foundation. Der Schwerpunkt der Stiftung ist die Förderung der Lese- und Schreibfähigkeit unterprivilegierter Kinder. Bei den Olympischen Spielen in Albertville hatte sie ihren späteren Ehemann, den Eishockeyspieler Bret Hedican kennengelernt. Im Jahr 2000 heirateten sie und haben zwei Töchter.

## Ergebnisse

### Einzellauf
| \| Wettbewerb / Jahr \| 1988 \| 1989 \| 1990 \| 1991 \| 1992 \| \| -------------------------------- \| ---- \| ---- \| ---- \| ---- \| ---- \| \| Olympische Winterspiele \| \| \| \| \| 1. \| \| Weltmeisterschaften \| \| 6. \| 4. \| 1. \| 1. \| \| Juniorenweltmeisterschaften \| 1. \| \| \| \| \| \| US-amerikanische Meisterschaften \| \| 2. \| 2. \| 2. \| 1. \| |      |      |      |      |      |
| Wettbewerb / Jahr | 1988 | 1989 | 1990 | 1991 | 1992 |
| Olympische Winterspiele |      |      |      |      | 1.   |
| Weltmeisterschaften |      | 6.   | 4.   | 1.   | 1.   |
| Juniorenweltmeisterschaften | 1.   |      |      |      |      |
| US-amerikanische Meisterschaften |      | 2.   | 2.   | 2.   | 1.   |

### Paarlauf
(mit Rudy Galindo)
| Wettbewerb / Jahr                | 1985 | 1986 | 1987 | 1988 | 1989 | 1990 |
| -------------------------------- | ---- | ---- | ---- | ---- | ---- | ---- |
| Weltmeisterschaften              |      |      |      |      | 5.   | 5.   |
| Juniorenweltmeisterschaften      |      | 5.   | 3.   | 1.   |      |      |
| US-amerikanische Meisterschaften | 5. J | 1. J | 5.   | 5.   | 1.   | 1.   |

- J = Junioren

## Werke
- Kristi Yamaguchi, Christy Kjarsgaard-Ness, Jody Meacham: Figure Skating For Dummies. IDG Books, Foster City 1997, ISBN 0-7645-5084-5.
- Kristi Yamaguchi: Always Dream. Taylor Trade Publishing, Dallas 1998, ISBN 0-87833-996-5.
- Kristi Yamaguchi: Dream Big, Little Pig! Sourcebooks Inc., Naperville 2011, ISBN 978-1-4022-5275-4.
- Kristi Yamaguchi: It’s a Big World, Little Pig! Sourcebooks Inc., Naperville 2012, ISBN 978-1-4022-6646-1.